# Helen Garner
Helen Garner (született: Ford; 1942. november 7.) ausztrál regényíró, novellaíró, forgatókönyvíró és újságíró. 1977-ben megjelent első regénye, a Monkey Grip, azonnal eredeti hangként tette ismertté az ausztrál irodalmi színtéren – a mű mára széles körben klasszikusnak számít. Ismert arról, hogy személyes élményeit beépíti és adaptálja szépirodalmi műveibe, ami széles körű figyelmet keltett számára, különösen a Monkey Grip és a The Spare Room (2008) című regényeivel.
Pályafutása során Garner fikciós és nem fikciós műveket egyaránt írt. A The First Stone (1995) című könyvével, amely egy egyetemi főiskolán kirobbant szexuális zaklatási botrányról szólt, vitákat váltott ki. Írt filmekhez és színházhoz is, és munkásságáért folyamatosan díjakat nyert, többek között a Time magazin 1993-as riportjáért Walkley-díjat. Két művének adaptációja jelent meg játékfilmként: bemutatkozó regénye, a Monkey Grip, és Joe Cinque's Consolation (2004) című igaz krimije – az előbbi 1982-ben, az utóbbi 2016-ban került a mozikba.
Garner művei a témák és tárgykörök széles skáláját fedik le. Három igaz krimit (true crime) írt: The First Stone, amely egy egyetemi szexuális zaklatási botrány utóéletéről szól, a Joe Cinque's Consolation, amely egy barátnője által megölt fiatalember bírósági eljárásáról szóló újságírói regény, és amely elnyerte a legjobb kriminek járó Ned Kelly-díjat, valamint 2014-ben a This House of Grief, amely Robert Farquharsonról szól, egy férfiról, aki gátba hajtotta a gyerekeit. Az Australian Broadcasting Corporation (ABC) honlapja Ausztrália egyik „legfontosabb és legcsodáltabb írójaként” jellemezte, míg a The Guardian „Ausztrália legnagyobb élő írójaként” említette.

## Fiatalkora
Garner Helen Ford néven született Bruce és Gwen Ford (született Gadsden) gyermekeként a Victoria állambeli Geelongban, hat gyermek közül a legidősebbként. Nővére, Catherine Ford szintén szépirodalmi író. Garner úgy jellemezte neveltetését, hogy „egy átlagos ausztrál otthonban nevelkedett – nem sok könyv és nem sok beszéd”.
Garner a Manifold Heights állami iskolába, az Ocean Grove State Schoolba, majd a geelongi The Hermitage iskolába járt, ahol vezető prefektus és dux volt. She left Geelong after her high school graduation at the age of 18 to study at the University of Melbourne,  A középiskola elvégzése után, 18 évesen elhagyta Geelongot, hogy a Melbourne-i Egyetemen tanuljon,[12] a Janet Clarke Hallban lakott, és angol és francia szakon szerzett bölcsészdiplomát. Egyik tanára a Melbourne-i Egyetemen a költő Vincent Buckley volt.

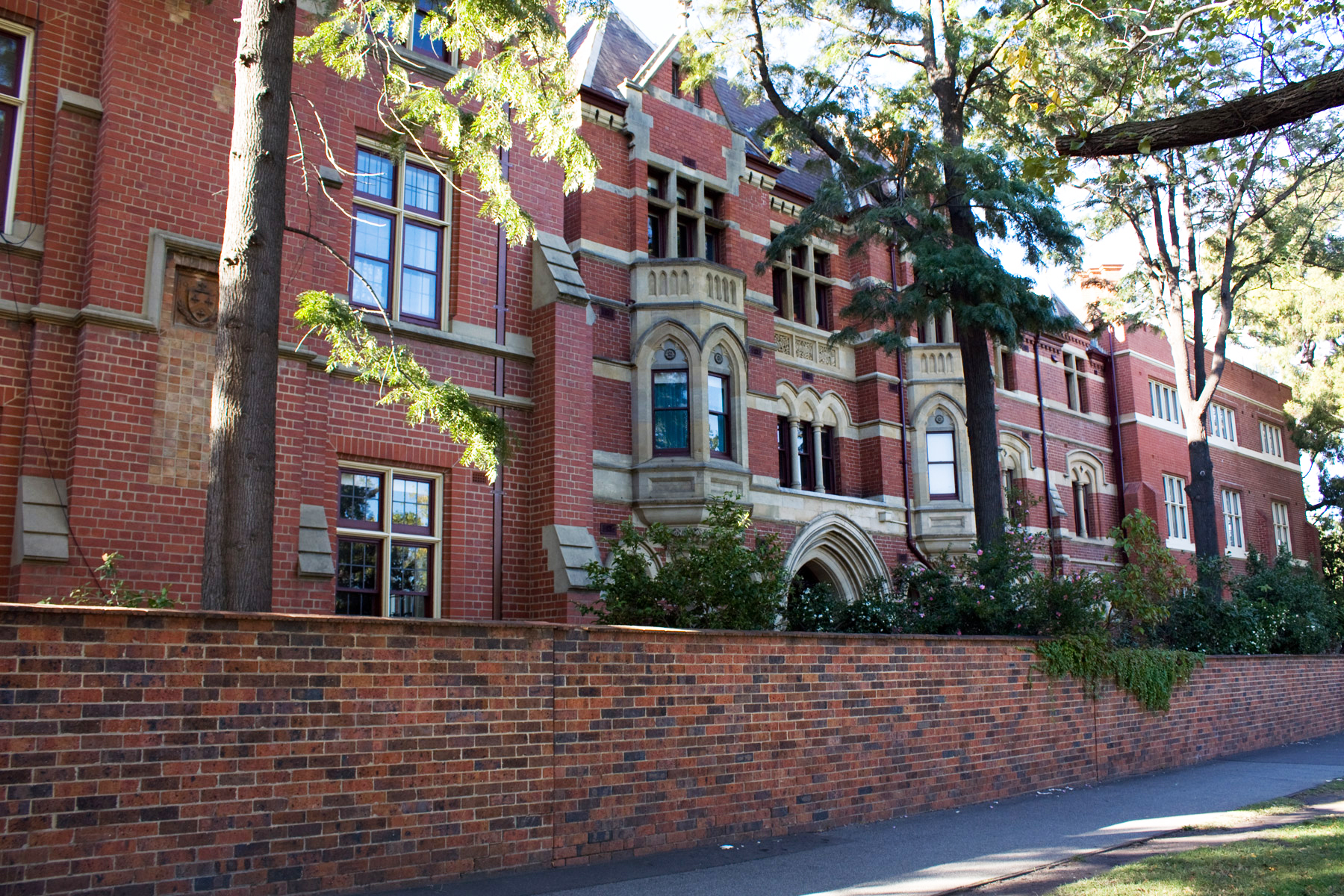
Janet Clarke Hall, ahol Garner az 1960-as években a Melbourne-i Egyetem hallgatójaként lakott

1966 és 1972 között Garner tanárként dolgozott különböző victoriai középiskolákban. 1967-ben a tengerentúlra is elutazott, és megismerkedett Bill Garnerrel, akivel 1968-ban, Ausztráliába való visszatérésükkor, 25 évesen összeházasodott. Egyetlen gyermeke, a színész, zenész és író Alice Garner 1969-ben született. Garner első házassága 1971-ben ért véget.
1972-ben a victoriai oktatási minisztérium kirúgta Garnert, mert „nem tervezett szexuális felvilágosító órát tartott 13 éves diákjainak a Fitzroy középiskolában”. Írt egy esszét a leckéről, és írói álnéven publikálta a The Digger című ellenkulturális melbourne-i magazinban. Garner azt írta, hogy az ókori Görögországról akart órát tartani, de a diákjainak adott tankönyveket szexuális tartalmú rajzokkal csúfították el. A rajzok hatására az osztály kérdéseket tett fel Garnernek a szexszel kapcsolatban, és ő úgy döntött, hogy a kérdések köré épülő kötetlen beszélgetést enged meg, amelyre tanárként megfogadta, hogy pontosan válaszol.
Amikor kiderült a kiléte, behívták a victoriai oktatási minisztériumba, és elbocsátották. Az ügy széles körben nyilvánosságot kapott Melbourne-ben, ami Garner számára bizonyos fokú hírnevet hozott. A victoriai középiskolai tanárok egyesületének tagjai sztrájkba léptek, hogy tiltakozzanak a középiskolai oktatási igazgatóhelyettes Garner kirúgásáról szóló döntése ellen. A The Digger című lapba írt írásai mellett a Vashti's Voice című melbourne-i feminista újságnak is írt cikkeket. Garner szerepelt az 1975-ös Pure Shit című független filmben, amely négy drogfüggőre koncentrál, akik heroin után kutatnak Melbourne-ben.

## Karrier

### Korai pályafutása és szépirodalmi írói munkássága
Garner akkor vált ismertté, amikor az ausztrál írók viszonylag kevesen voltak, és az ausztrál írónők egyesek szerint újdonságnak számítottak. Kerryn Goldsworthy ausztrál akadémikus és író azt írja, hogy „írói pályafutásának kezdetétől fogva Garnert stilisztának, realistának és feministának tekintették és gyakran nevezték”.

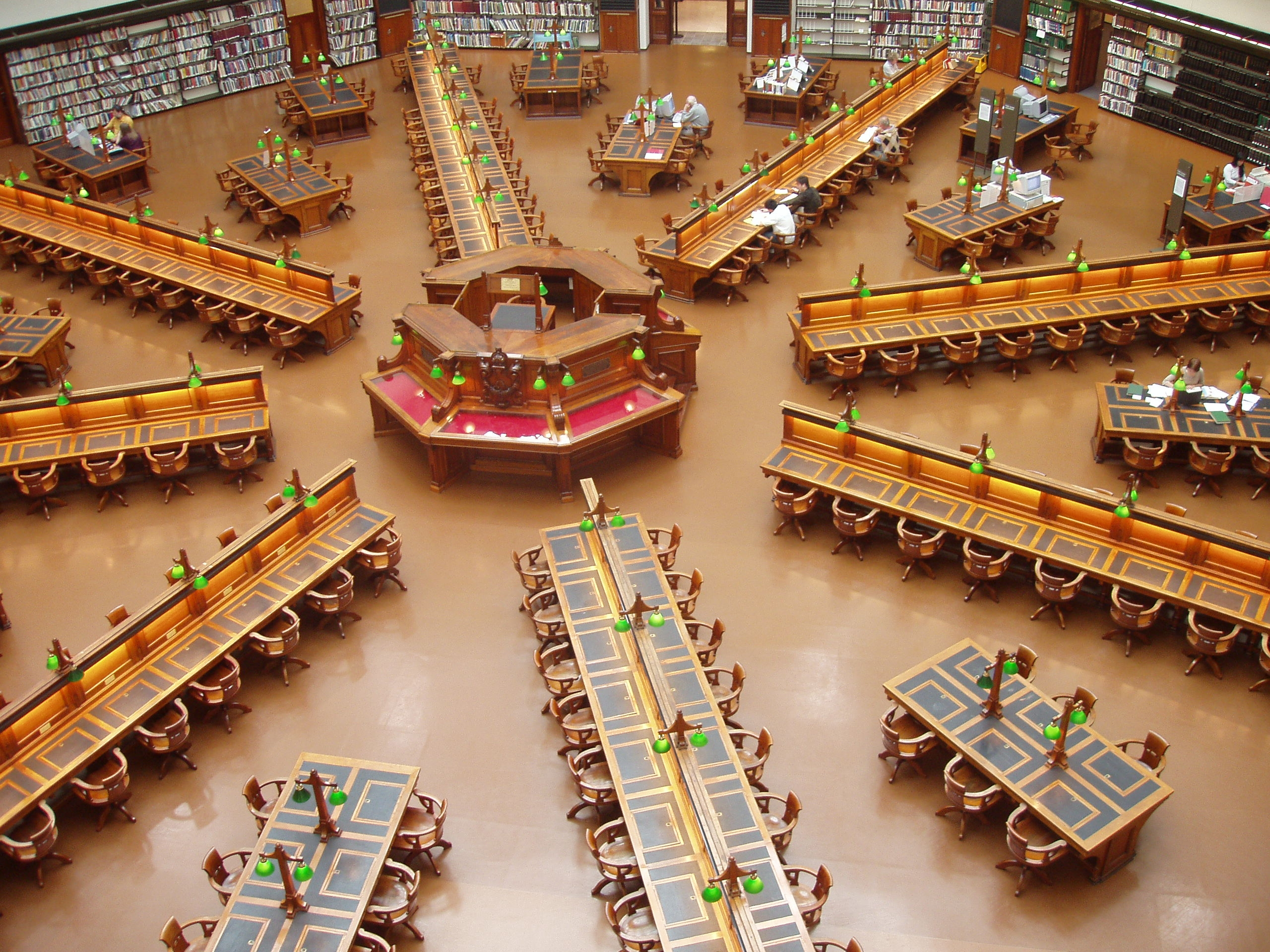
Garner a Monkey Grip nagy részét a Victoria Állami Könyvtár Latrobe olvasótermében írta az 1970-es évek közepén.

Első regénye, a Monkey Grip (1977) egy csoport kezdő művész, egyedülálló szülő, drogfüggő és szociális segélyezett életéről szól, akik Melbourne-i társasházakban élnek. Különösen az egyedülálló anya, Nora és Javo, a drogos, akibe Nora szerelmes, annak ellenére, hogy a férfi többször is ki-be sodródik az életéből, egyre inkább a függőségi viszonyra összpontosít. A regény, amely Melbourne belső külvárosaiban, Fitzroyban és Carltonban játszódik, a Victoria Állami Könyvtár kupolás olvasótermében íródott, Garner tanári elbocsátása után.
Évekkel később kijelentette, hogy közvetlenül a személyes naplóiból adaptálta, és Nora és Javo kapcsolatát egy akkori férfival fennálló kapcsolatára alapozta. A könyv egyéb periférikus szereplői Garner saját társasági köréhez tartozó, melbourne-i társasházakból származó emberekről mintázottak. A Monkey Grip nagy sikert aratott: 1978-ban elnyerte a National Book Council Award díját, 1982-ben pedig megfilmesítették.
Goldsworthy azt sugallja, hogy a Monkey Grip sikere segíthetett két régebbi, de nagyrészt mellőzött ausztrál írónő, Jessica Anderson és Thea Astley karrierjének újjáélesztésében. Astley azt írta a regényről, hogy „irigységgel tölt el, ha valaki például Helen Garnerhez hasonlót látok. Nemrég újraolvastam a Monkey Grip-et, és másodszorra még jobb lett”. A kritikusok visszamenőlegesen a „grunge lit” kifejezést alkalmazták a Monkey Grip leírására, a városi élet és a szocreál ábrázolását a műfaj későbbi műveinek kulcsfontosságú aspektusaként említve.
Későbbi könyveiben továbbra is személyes élményeit dolgozta fel. Későbbi regényei a The Children's Bach (1984) és a Cosmo Cosmolino (1992). 2008-ban visszatért a szépirodalomhoz a The Spare Room (A vendégszoba) című regény kiadásával, amely egy haldokló rákos beteg ápolásáról szóló kitalált feldolgozás, Garner barátjának, Jenya Osborne-nak a betegségén és halálán alapul. Számos novelláskötetet is publikált: Honour & Other People's Children: Two Stories (1980), Postcards from Surfers (1985) és My Hard Heart: Selected Fictions (1998).
1986-ban Don Anderson ausztrál akadémikus és kritikus ezt írta a The Children's Bach-ról: „Négy tökéletes rövid regény létezik angol nyelven. Ezek időrendi sorrendben: Ford Madox Ford A jó katona című műve, Scott Fitzgerald A nagy Gatsby című műve, Hemingway Fiesta, a nap is felkel és Garner The Children's Bach.” Az ausztrál zeneszerző, Andrew Schultz írt egy azonos című operát, amelynek premierje 2008-ban volt.
Garner 1985-ben azt mondta, hogy a regényírás olyan, mint „egy foltvarrásos takarót megpróbálni varratmentessé varázsolni. Egy regény saját életünk foszlányaiból, mások életének darabkáiból, olyan dolgokból áll, amelyek az éjszaka közepén jutnak eszünkbe, és egész jegyzetfüzetek vannak tele véletlenszerűen összegyűjtött részletekkel”. Egy 1999-es interjúban azt mondta: „Az írás elsődleges oka az, hogy formálnom kell a dolgokat, hogy elviselhetővé vagy érthetővé tegyem őket magam számára. Ez az én módom arra, hogy értelmet adjak azoknak a dolgoknak, amelyeket megéltem és másokat láttam megélni, dolgoknak, amelyektől félek, vagy amelyekre vágyom.”
Nem minden kritikus kedvelte Garner munkásságát. Goldsworthy ezt írja: „Az minden bizonnyal igaz, hogy Garner olyan ember, akinek a munkássága erős érzelmeket vált ki ... és azokat az embereket, akik nem szeretik a munkásságát, mélységesen irritálják azok, akik szerint Garner az ország egyik legjobb írója.” Peter Corris regényíró és kritikus a Monkey Grip című könyv recenziójában azt írta, hogy Garner „inkább a magánnaplóját adta ki, mintsem regényt írt”, míg Peter Pierce a Meanjin irodalmi újságban azt írta, hogy a Honor & Other People's Children című könyvében Garner „mocskos dolgokat beszél, és realizmusként adja elő”.
Goldsworthy szerint ez a két kijelentés arra utal, hogy ő valójában nem is író. Craven azonban azt állítja, hogy a The Children's Bach című novellája „véget kell, hogy vessen annak a mítosznak, hogy Helen Garner pusztán irodalmár vagy riporter”, sőt, azzal érvel, hogy „fényévekre van mindenféle burjánzó, mindent elmondó naturalizmustól, [hogy] rendkívüli formai csiszoltságú, koncentrált realizmus, és az a sok tónusvariáció, amit látszólag egyszerű cselekményéből kihoz, olyan sokrétű, hogy az már-már félelmetes”.

### Forgatókönyv-írás
Három forgatókönyvet írt: Monkey Grip (1982), Ken Cameron írta és rendezte; Two Friends (1986), amelyet Jane Campion rendezett a televízió számára; és The Last Days of Chez Nous (1992), amelyet Gillian Armstrong rendezett. A The Last Days of Chez Nous két szereplőjének kapcsolatát lazán inspirálta Garner második férjének a nővérével folytatott házasságon kívüli viszonya.
A kritikus Peter Craven azt írja, hogy „a Two Friends vitathatatlanul a legjobban sikerült forgatókönyvírói munka, amit az ország valaha látott, és a középpontjában álló tinédzser lányokkal szembeni leereszkedés teljes hiánya jellemzi”.

### Non-fiction
Garner írói pályafutása kezdetétől fogva írt nem fikciós műveket. 1972-ben kirúgták tanári állásából, miután a The Digger című ellenkultúrás magazinban névtelenül publikálta a diákjaival a szexualitásról és a szexuális tevékenységekről folytatott őszinte és hosszas beszélgetéseit. 1972 és 1974 között írt a magazinnak. 1993-ban Walkley-díjat nyert a Time magazinban írt beszámolójáért, amely egy gyilkossági perről szólt, amely egy kisgyermek mostohaapja által okozott halálesetet követett.
Egyik leghíresebb és legvitatottabb könyve a The First Stone (1995), amely az Ormond College-ban 1992-ben kirobbant szexuális zaklatási botrányról szól. Ausztráliában bestseller volt, de jelentős kritikákat is kapott. Garner gyűlöletleveleket kapott ausztrál nőktől, akik azzal vádolták, hogy kisiklatja a feminista vitát, és a zaklató mellé állt. Azóta megjegyezte: „Néha pánikrohamok törtek rám, amelyeket az egyes emberek ellenséges viselkedése váltott ki belőlem. Azt hiszem, tudtam, hogy bajok lesznek, de a vitriolos természetük egy kicsit sokkolt”.
Garner további nem-fikciós könyvei: True Stories: Selected Non-Fiction (1996), The Feel of Steel (2001), Joe Cinque's Consolation (2004) and This House of Grief – The Story of a Murder Trial (2014). Közreműködött a La Mama: History of a Theatre (1988) című könyvben is. A Joe Cinque's Consolation egy hírhedt canberrai gyilkossági ügyet mutat be, amelyben egy joghallgató, Anu Singh érintett, aki elkábította és megölte a barátját. A regényből 2016-ban játékfilm készült. A filmet a Melbourne-i Filmfesztiválon és a Torontói Nemzetközi Filmfesztiválon is bemutatták, ahol általában jó fogadtatásban részesült, bár a kritikusok úgy érezték, hogy Garner hangjának hiánya a történetből hatással volt a filmre – James Robert Douglas a The Guardian számára írt cikkében úgy fogalmazott, hogy a filmadaptáció „tartalmazza Garner könyvének csontjait, de nem a bölcsességét”.

### Témái
Garner a témák széles skáláját dolgozta fel munkáiban, beleértve a feminizmust, a szerelmet, a veszteséget, a gyászt, az öregedést, a betegséget, a halált, a gyilkosságot, az árulást, a függőséget és az emberi psziché kettősségét, különösen a „jó” és a „rossz” megnyilvánulásait. Legkorábbi munkája, a Monkey Grip a heroinfüggőség zabolátlan ábrázolásáról ismert. A főszereplő, egy egyedülálló anya, az 1970-es években egy drogosokkal és albérletekkel tarkított, bohém melbourne-i külvárosban beleszeret egy drogfüggőbe. A kábítószer-függőség nem volt olyan téma, amelyet Garner újra feldolgozott volna, eltekintve attól, hogy a Joe Cinque's Consolation című filmjében az egyetemi hallgatók körében tapasztalható rekreációs drogfogyasztást érintette. A Monkey Grip megalapozta Garner jellegzetes témáját, a megszállottságot, különösen a szerelemmel és a szexualitással összefüggésben – összefonódva a romantikus szerelem függőségét tükröző szerhasználattal.
Néhány regénye „a szexuális vágy és a család” témájával foglalkozik, „a szexuális viselkedés és a társadalmi szervezet közötti kapcsolatot; a vágy anarchikus természetét és a »család« intézményének rendező erejét; a kollektív háztartások és a nukleáris családok közötti hasonlóságokat és különbségeket; a házimunka jelentőségét és nyelvét; [és] a »ház« mint kép, szimbólum, helyszín és béke eszméjét” vizsgálja.
Garner a városi és vidéki ausztrál élet ábrázolásáról vált ismertté – Geelongban született, és élete nagy részét a szülővárosától mintegy 75 kilométerre fekvő Melbourne-ben töltötte. Anne Myers a The Sydney Morning Herald számára írt cikkében elismerte Garner melbourne-i helyszínének ábrázolását, mint bármely más karaktert, amely elengedhetetlen a Monkey Grip-hez: „Garner beleírta Melbourne-t az irodalmi tájba, és én először láttam a saját világomat visszatükröződni”.
A Joe Cinque's Consolation, a This House of Grief és kisebb mértékben a The First Stone az ausztráliai igazságszolgáltatási rendszerről szóltak, arról, hogy az hogyan reagál (reagál-e és ha igen, hogy) a bűncselekményekre, valamint a bűnösség kérdéséről.
Craven megjegyzi, hogy Garner „mindig rendkívül pontos író az általa ábrázolt érzelmi állapotok tekintetében.” Számos könyve érinti az emberi viselkedés megmagyarázhatatlan, irracionális és sötét oldalát – valamint Garner kísérletet tesz az emberi viselkedés és szociológia megértésére, amely gyakran elkerüli az átlagos ausztrál és a szélesebb társadalom, valamint az ausztrál igazságszolgáltatás figyelmét. A The Fate of The First Stone című könyvében Garner azt írja, hogy szerinte a legtöbb ember inkább „karnyújtásnyira” tartja a szélsőséges viselkedés érthetetlen történeteit, mert ez „kényelmesebb, könnyebb”.
Peter Craven azt írta, hogy Garner bátran őszinte: „megmutatja nekünk, amit nem tud, vagy túl vak ahhoz, hogy lássa: megmutatja az én szegénységét az érzelmek vagy a harag, az előítéletek, a tudatlanság vagy a néma képtelenség okozta meg nem értettséggel szemben”. Megjegyezte továbbá, hogy néha képes azonosulni a történet vélt gonosztevőjével, „[a] vétkes, aki valamilyen szinten osztozik a mi ujjlenyomatainkon”.
A kritikusok és újságírók hasonlóképpen kiemelték, hogy Garner a rendkívüli élményekbe keveredett „hétköznapi embereket” ábrázolja, vagy a hétköznapi embereket, akik „az élet elviselhetetlen nyomása alatt” „átadták magukat sötétebb énjüknek”. James Wood a The New Yorker című lapban megjelent, Garnert bemutató profiljában azt állította, hogy munkásságát a nemek és az osztály kérdései foglalkoztatják, amelyek – mint írja – „nem annyira kategóriák, mint inkább az érzések struktúrái, amelyekről különbözőképpen vitatkoznak, amelyeket élveznek, elviselnek és előlük menekülnek”.
Az ausztrál élet ábrázolásának részeként Garner munkáiban gyakran szerepelt a férfiasság és annak kódjainak feltárása, egy olyan kutatás, amely a The Season című könyvben talált fókuszált kifejezésre, amely serdülő fiúk felnőttkorba lépését figyelte meg az ausztrál futball keretein belül.

## Magánélete
A Bill Garnerrel kötött házassága után még kétszer ment férjhez: Jean-Jacques Portailhoz (1980-85) és Murray Bail ausztrál íróhoz (szül. 1941), akitől az 1990-es évek végén vált el. Ma már nem házas. Munkáiban nyíltan beszélt a depresszióval való küzdelméről és két abortuszáról.
Bill Garnerrel kötött házasságából egy gyermeke született, Alice Garner (sz. 1969). Alice Miriam Olivia Garner író, valamint zenész, tanár és történész is.
2003-ban a Jenny Sages által festett, True Stories (Igaz történetek) című, Garnerről készült portré az Archibald-díj döntőjébe került.

## Bibliográfia

### Regények
- Monkey Grip (1977)
- Moving Out (1983)
- The Children's Bach (1984)
- Cosmo Cosmolino (1992)
- The Spare Room (2008)

### Novellagyűjtemények
- Honour & Other People's Children: Two Stories (1980)
- Postcards from Surfers (1985)[69]
- My Hard Heart: Selected Fiction (1998)[70]
- Stories: The Collected Short Fiction (2017)[71]

### Forgatókönyvek
- Monkey Grip (1982, rendező: Ken Cameron(wd))
- Two Friends (1986, TV-film, rendező: Jane Campion)
- The Last Days of Chez Nous (1992, rendezte: Gillian Armstrong(wd))

### Tényirodalom
- La Mama: History of a Theatre (Liz Jones(wd) with Betty Burstall(wd) and Helen Garner, 1988)
- The First Stone (1995)
- True Stories: Selected Non-Fiction (1996)[72]
- And the Winner Is–: Eighteen Winning Stories from Eltham's Alan Marshall Award, Australian Authors, Both Winners and Judges, Discuss Their Work in a Book about Writing (authors Helen Garner and Jon Weaving) (1997)
- The Feel of Steel (2001)[73]
- Joe Cinque's Consolation (2004)
- Somewhere to Belong: A Blueprint for 21st Century Youth Clubs (authors Helen Garner and Julia Hargreaves) (2009)
- This House of Grief – The Story of a Murder Trial (2014)
- Regions of Thick-Ribbed Ice (2015)
- Everywhere I Look (2016)
- True Stories: The Collected Short Non-Fiction (2017)[71]
- The Season (2024)

### Önéletrajz
- Yellow Notebook: Diaries Volume I 1978–1987 (2019)
- One Day I'll Remember This: Diaries 1987–1995 (2020)
- How To End A Story: Diaries 1995–1998 (2021)

### Esszék és tudósítások
- "Man with the Pearl-White Cord", Dec 2005 – Jan 2006, No. 8, The Monthly
- "Moving Experience", September 2005, No. 5, The Monthly
- "Punishing Lauren", June 2005, No. 2, The Monthly
- "A Date with Darcy", 18 January 2013 The Sydney Morning Herald

### Magyarul megjelent
- A vendégszoba (The Spare Room) – Magvető, Budapest, 2025 · ISBN 9789631445213 · Fordította: Mesterházi Mónika

## Kritikai tanulmányok és áttekintések
- Parker, David (1996. július 1.). „The range of goods we live by : some reflections on the Garner controversy”. Quadrant 40 (7–8 [328]), 33–38. o.
- Plunkett, Felicity(wd) (September 2014). "Our terrible projections : Helen Garner and the corridors of empathy". Australian Book Review. 364: 15–17. Review of This House of Grief.

2023 októberében John Powers, az NPR popkultúra-kritikusa így jellemezte Garnert: „Ez az ausztrál író lehet a legnagyobb regényíró, akiről még sosem hallottál”, külön kiemelve a The Children's Bach-t és a This House of Grief-et. Összefoglalja: „A The Children's Bach vége felé a nőcsábász zenész elmondja Athenának, hogyan kell dalt írni. „Meg kell húznod a határt” – mondja – »aközött, amit megértesz, és aközött, amit nem«. Talán épp ez az, ami Garner munkáját olyan lenyűgözővé teszi. Őt olvasva mindig inspirál, hogy egy olyan író, aki már annyi mindent tud az életről, soha nem hagyja abba, hogy ismeretlen területre nyomuljon.”

## Fordítás
- Ez a szócikk részben vagy egészben  a   Helen Garner című angol Wikipédia-szócikk fordításán alapul.  Az eredeti cikk szerkesztőit annak laptörténete sorolja fel. Ez a jelzés csupán a megfogalmazás eredetét és a szerzői jogokat jelzi, nem szolgál a cikkben szereplő információk forrásmegjelöléseként.